# Central Hockey League 2001/02
Die Saison 2001/02 war die zehnte reguläre Saison der Central Hockey League. Die 16 Teams absolvierten in der regulären Saison je 64 Begegnungen. Die Central Hockey League wurde in vier Divisions ausgespielt. Das punktbeste Team der regulären Saison waren die Odessa Jackalopes, während die Memphis RiverKings in den Play-offs zum ersten Mal den Ray Miron President’s Cup gewannen. Vor der Spielzeit wurde die CHL um fünf Mannschaften aufgestockt, dies geschah vor allem aufgrund der Auflösung der Western Professional Hockey League, aus der gleich zehn Mannschaften in die CHL wechselten.

## Teamänderungen
Folgende Änderungen wurden vor Beginn der Saison vorgenommen:
- Die Columbus Cottonmouths wechselten in die East Coast Hockey League.
- Die Fayetteville Force stellten den Spielbetrieb ein.
- Die Huntsville Tornado stellten den Spielbetrieb ein.
- Die Macon Whoopee wechselten in die ECHL.
- Die Topeka Scarecrows stellten den Spielbetrieb ein.
- Die Amarillo Rattlers aus der WPHL wurden als Expansionsteam in die Liga aufgenommen.
- Die Austin Ice Bats aus der WPHL wurden als Expansionsteam in die Liga aufgenommen.
- Die Bossier-Shreveport Mudbugs aus der WPHL wurden als Expansionsteam in die Liga aufgenommen.
- Die Corpus Christi Icerays aus der WPHL wurden als Expansionsteam in die Liga aufgenommen.
- Die El Paso Buzzards aus der WPHL wurden als Expansionsteam in die Liga aufgenommen.
- Die Fort Worth Brahmas aus der WPHL wurden als Expansionsteam in die Liga aufgenommen.
- Die Lubbock Cotton Kings aus der WPHL wurden als Expansionsteam in die Liga aufgenommen.
- Die New Mexico Scorpions aus der WPHL wurden als Expansionsteam in die Liga aufgenommen.
- Die Odessa Jackalopes aus der WPHL wurden als Expansionsteam in die Liga aufgenommen.
- Die San Angelo Outlaws aus der WPHL wurden als Expansionsteam in die Liga aufgenommen.

## Reguläre Saison

### Abschlusstabellen
Abkürzungen: GP = Spiele, W = Siege, L = Niederlagen, T = Unentschieden, OTL = Niederlage nach Overtime, GF = Erzielte Tore, GA = Gegentore, Pts = Punkte
| Northeast Division         | GP | W  | L  | SOL | GF  | GA  | Pts |
| -------------------------- | -- | -- | -- | --- | --- | --- | --- |
| Memphis RiverKings         | 64 | 46 | 14 | 4   | 267 | 186 | 92  |
| Bossier-Shreveport Mudbugs | 64 | 33 | 27 | 4   | 215 | 198 | 70  |
| Fort Worth Brahmas         | 64 | 30 | 27 | 7   | 205 | 217 | 67  |
| Indianapolis Ice           | 64 | 20 | 37 | 7   | 192 | 237 | 47  |

| Northwest Division    | GP | W  | L  | SOL | GF  | GA  | Pts |
| --------------------- | -- | -- | -- | --- | --- | --- | --- |
| Oklahoma City Blazers | 64 | 35 | 22 | 7   | 236 | 203 | 77  |
| Tulsa Oilers          | 64 | 30 | 30 | 4   | 204 | 215 | 64  |
| Wichita Thunder       | 64 | 24 | 34 | 6   | 203 | 262 | 54  |
| Amarillo Rattlers     | 64 | 19 | 39 | 6   | 177 | 257 | 44  |

| Southeast Division     | GP | W  | L  | SOL | GF  | GA  | Pts |
| ---------------------- | -- | -- | -- | --- | --- | --- | --- |
| Austin Ice Bats        | 64 | 44 | 15 | 5   | 239 | 174 | 93  |
| San Antonio Iguanas    | 64 | 40 | 16 | 8   | 243 | 183 | 88  |
| San Angelo Outlaws     | 64 | 29 | 31 | 4   | 207 | 228 | 62  |
| Corpus Christi Icerays | 64 | 16 | 35 | 13  | 158 | 253 | 45  |

| Southwest Division   | GP | W  | L  | SOL | GF  | GA  | Pts |
| -------------------- | -- | -- | -- | --- | --- | --- | --- |
| Odessa Jackalopes    | 64 | 47 | 11 | 6   | 203 | 149 | 100 |
| El Paso Buzzards     | 64 | 36 | 24 | 4   | 223 | 222 | 76  |
| Lubbock Cotton Kings | 64 | 30 | 23 | 11  | 204 | 196 | 71  |
| New Mexico Scorpions | 64 | 33 | 25 | 6   | 210 | 206 | 70  |

## Ray-Miron-President’s-Cup-Playoffs
| Ray-Miron-Cup-Viertelfinale | Ray-Miron-Cup-Viertelfinale | Ray-Miron-Cup-Viertelfinale |     |                       | Ray-Miron-Cup-Halbfinale | Ray-Miron-Cup-Halbfinale | Ray-Miron-Cup-Halbfinale |  |  | Ray-Miron-Cup-Finale | Ray-Miron-Cup-Finale | Ray-Miron-Cup-Finale |
|                             |                             |                             |     |                       |                          |                          |                          |  |  |                      |                      |                      |
| NE1                         | Memphis RiverKings          | 3                           |     |                       |                          |                          |                          |  |  |                      |                      |                      |
| NE3                         | Fort Worth Brahmas          | 1                           |     |                       |                          |                          |                          |  |  |                      |                      |                      |
| NE3                         | Fort Worth Brahmas          | 1                           | NE1 | Memphis RiverKings    | 4                        |                          |                          |  |  |                      |                      |                      |
|                             |                             |                             | NE1 | Memphis RiverKings    | 4                        |                          |                          |  |  |                      |                      |                      |
|                             | NE2                         | Bossier-Shreveport Mudbugs  | 3   |                       |                          |                          |                          |  |  |                      |                      |                      |
| NW1                         | NE2                         | Bossier-Shreveport Mudbugs  | 3   | Oklahoma City Blazers | 1                        |                          |                          |  |  |                      |                      |                      |
| NW1                         |                             |                             |     | Oklahoma City Blazers | 1                        |                          |                          |  |  |                      |                      |                      |
| NE2                         | Bossier-Shreveport Mudbugs  | 3                           |     |                       |                          |                          |                          |  |  |                      |                      |                      |
| NE2                         | Bossier-Shreveport Mudbugs  | 3                           | NE1 | Memphis RiverKings    | 4                        |                          |                          |  |  |                      |                      |                      |
|                             |                             |                             |     | Memphis RiverKings    | 4                        |                          |                          |  |  |                      |                      |                      |
|                             | SE1                         | Austin Ice Bats             | 1   |                       |                          |                          |                          |  |  |                      |                      |                      |
| SE1                         | SE1                         | Austin Ice Bats             | 1   | Austin Ice Bats       | 3                        |                          |                          |  |  |                      |                      |                      |
| SE1                         |                             |                             |     | Austin Ice Bats       | 3                        |                          |                          |  |  |                      |                      |                      |
| SE2                         | San Antonio Iguanas         | 1                           |     |                       |                          |                          |                          |  |  |                      |                      |                      |
| SE2                         | San Antonio Iguanas         | 1                           | SE1 | Austin Ice Bats       | 4                        |                          |                          |  |  |                      |                      |                      |
|                             |                             |                             | SE1 | Austin Ice Bats       | 4                        |                          |                          |  |  |                      |                      |                      |
|                             | SW2                         | El Paso Buzzards            | 2   |                       |                          |                          |                          |  |  |                      |                      |                      |
| SW2                         | SW2                         | El Paso Buzzards            | 2   | El Paso Buzzards      | 3                        |                          |                          |  |  |                      |                      |                      |
| SW2                         |                             |                             |     | El Paso Buzzards      | 3                        |                          |                          |  |  |                      |                      |                      |
| SW1                         | Odessa Jackalopes           | 0                           |     |                       |                          |                          |                          |  |  |                      |                      |                      |

## Vergebene Trophäen
| Auszeichnung                                                          | Spieler            | Team               |
| --------------------------------------------------------------------- | ------------------ | ------------------ |
| Commissioner’s Trophy Bester Trainer                                  | Don McKee          | Odessa Jackalopes  |
| Most Valuable Player Bester Spieler der regulären Saison              | Don Parsons        | Memphis RiverKings |
| Playoff Most Valuable Player Bester Spieler der Playoffs              | Don Parsons        | Memphis RiverKings |
| Rookie of the Year Bester Rookie der regulären Saison                 | Sébastien Centomo  | Memphis RiverKings |
| Most Outstanding Defenseman Bester Verteidiger der regulären Saison   | Daniel Tetrault    | Austin Ice Bats    |
| Most Outstanding Goaltender Bester Torhüter der regulären Saison      | Mike Gorman        | Odessa Jackalopes  |
| Ken McKenzie Trophy Bester Scorer der regulären Saison                | Dan Price          | Austin Ice Bats    |
| Ray Miron President’s Cup Gewinner der Central-Hockey-League-Playoffs | Memphis RiverKings | Memphis RiverKings |
| Governors’ Cup Bestes Team der regulären Saison                       | Odessa Jackalopes  | Odessa Jackalopes  |